# Gonzalo Bilbao

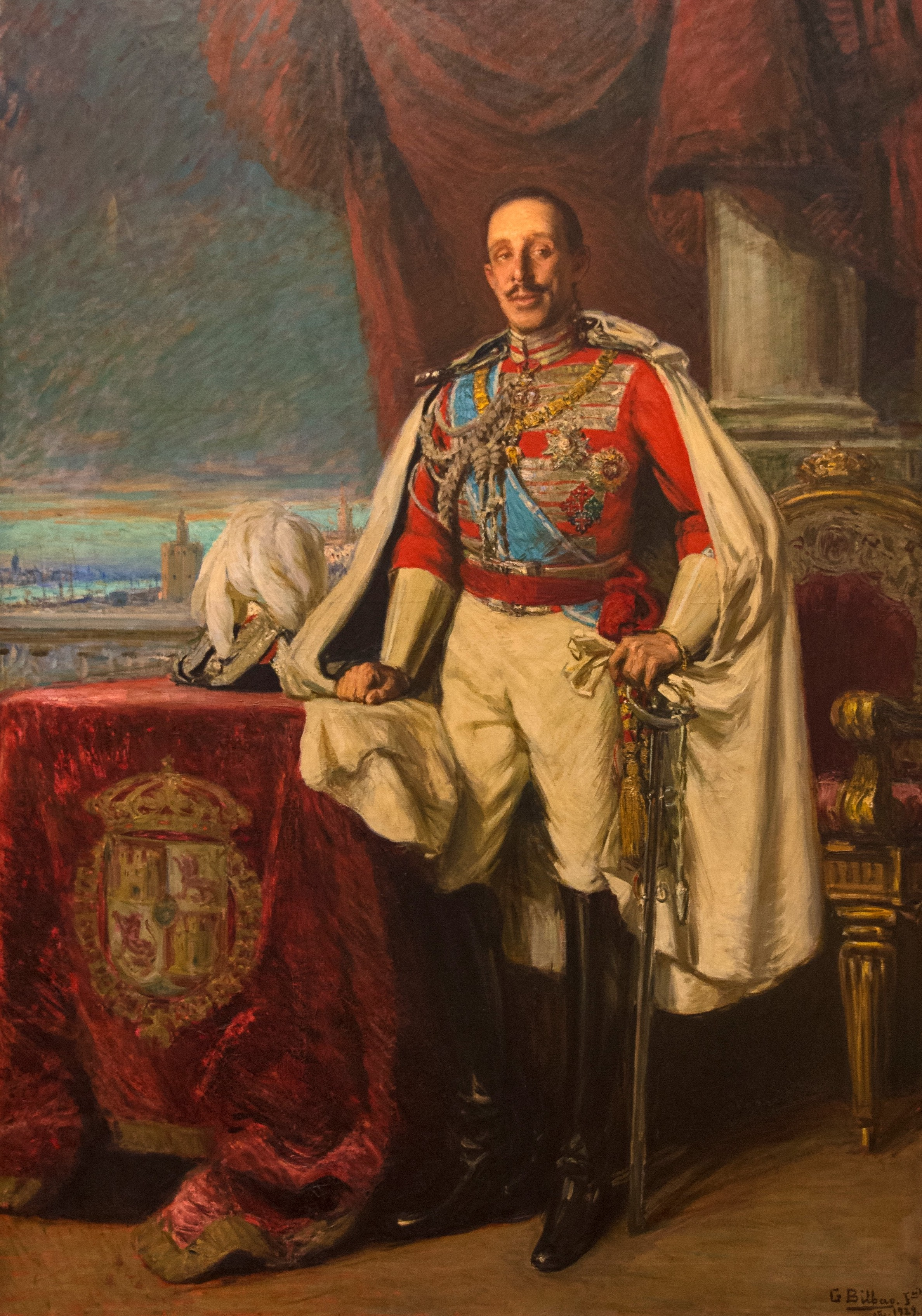
Alphonse XIII (peinture créée à Séville en 1929), huile sur toile, Museo de Bellas Artes de Séville

Gonzalo Bilbao Martínez, né le 27 mai 1860 à Séville et mort le 4 décembre 1938 à Madrid, est un peintre espagnol.

## Biographie
Il est le premier enfant de l'avocat Leopoldo Bilbao Caballero, né en avril 1828 à Tarifa et mort en 1922 à Séville,, ainsi que de Joaquina Teresa Martínez-Cintora y Suárez de Meneses, née en 1836 à Séville,,, et morte dans la même ville en décembre 1912. Le frère de l'artiste est le sculpteur es:Joaquín Bilbao Martínez (1864-1934).